# Раменский бульвар
Ра́менский бульва́р — бульвар в Западном административном округе города Москвы на территории района Раменки от Мосфильмовской улицы до проспекта Вернадского.

## История
Бульвар получил современное название 15 апреля 2013 года, до переименования назывался Проекти́руемый прое́зд № 616. В июне 2021 года бульвар был продлён за счёт Проектируемых проездов № 1196 и 6095 до проспекта Вернадского.

## Расположение
Раменский бульвар начинается от проспекта Вернадского напротив улицы Крупской, проходит на северо-запад, пересекает улицу Светланова, Мичуринский проспект и оканчивается, уперевшись в стык Винницкой и Мосфильмовской улиц.

## Примечательные здания и сооружения
- № 1 — кластер «Ломоносов».

## Транспорт

### Автобус
- По бульвару от проспекта Вернадского до Мичуринского проспекта и от Мосфильмовской улицы до проспекта Вернадского проходит автобус 394.
- По бульвару между улицей Светланова и проспектом Вернадского — автобус 934.
- По бульвару между улицей Светланова и Мичуринским проспектом — автобусы 325, 661, 845.
- По бульвару от Мосфильмовской улицы до Мичуринского проспекта (только в указанном направлении) — автобус с263.
- На Мичуринском проспекте расположены остановки «Метро „Раменки“» и «Мичуринский проспект, д. 21» автобусов с263, 325, 394, 661, 715, 715к, 845 и электробуса м17.
- На проспекте Вернадского расположена остановка «Улица Крупской» автобусов 1, 138, 394, 934 и электробусов т34, 266.

### Метро
- Станция метро «Раменки» Солнцевской линии — на пересечении бульвара с Мичуринским проспектом (выход к центру).
- Станция метро «Университет» Сокольнической линии — юго-восточнее бульвара, на пересечении проспекта Вернадского и Ломоносовского проспекта.
- Станция метро «Проспект Вернадского» Сокольнической линии и станция «Проспект Вернадского» Большой кольцевой линии (соединены переходом) — южнее бульвара, на пересечении проспекта Вернадского и улицы Удальцова.